# Clowesia dodsoniana
Clowesia dodsoniana är en orkidéart som beskrevs av Ernesto Aguirre León. Clowesia dodsoniana ingår i släktet Clowesia, och familjen orkidéer. Inga underarter finns listade i Catalogue of Life.